# Élections municipales de 2026 à Besançon
Pour des articles plus généraux, voir Élections municipales françaises de 2026 et Élections municipales de 2026 dans le Doubs.
Les élections municipales de 2026 à Besançon auront lieu en mars 2026. Elles visent au renouvellement du conseil municipal et du conseil communautaire de la communauté urbaine de Grand Besançon Métropole.

## Modalités du scrutin

### Dates
Ces élections se tiendront en mars 2026, les dates précises seront annoncées par décret au moins 3 mois avant le scrutin.

### Mode de scrutin
L'élection des conseillers municipaux et communautaires se déroule selon un scrutin de liste à deux tours avec prime majoritaire : les candidats se présentent en listes complètes avec la possibilité de deux candidats supplémentaires. Lors du vote, on ne peut faire ni adjonction, ni suppression, ni modification de l'ordre de présentation des listes. Chaque bulletin de vote comporte deux listes : une liste de candidats aux seules élections municipales et une liste de ceux également candidats au conseil communautaires.
Le nombre de sièges à pourvoir au conseil municipal de Besançon correspond à celui des communes dont la population est comprise entre 100 000 et 150 000 habitants, soit 55 sièges. Les conseillers municipaux sont élus au suffrage universel direct pour une durée de mandat de six ans. L'élection se termine au premier tour en cas de majorité absolue. Le cas échéant, un second tour a lieu. Les listes qui ont obtenu au moins 10 % des suffrages exprimés au premier tour peuvent se présenter au second. Les candidats des listes qui ont obtenu plus de 5 % des suffrages exprimés au premier tour peuvent rejoindre une autre liste.
La liste ayant obtenu le plus de voix se voit attribuer la moitié des sièges, arrondie à l'entier supérieur si nécessaire. Ainsi, la liste majoritaire obtiens automatiquement 28 sièges. Les 27 sièges restants sont attribués à la représentation proportionnelle à la plus forte moyenne aux listes ayant obtenu au moins 5 % des suffrages exprimés au second tour (ou au premier tour en cas de tour unique).

## Contexte

### Scrutin précédent
Les élections municipales de 2020 ont été marquées par une abstention massive en raison de la pandémie de Covid-19, la participation lors du 1er tour s'étant effondrée de 54 % en 2014 à 39 % en 2020.
Sur le plan local, Jean-Louis Fousseret, maire depuis 2001, et membre du Parti socialiste jusqu'en 2016 où il rejoint En Marche décide de ne pas se représenter pour un 4e mandat.
La liste d'union de la gauche, menée par l'écologiste Anne Vignot arrive en tête malgré la perte d'un siège au conseil municipal.
La liste Les Républicains, menée par Ludovic Fagaut, se maintient et perd également un seul siège.
La liste centriste la République en Marche - MoDem parvient faire entrer 4 élus au conseil municipal.
En revanche, le Rassemblement national ne parvient pas à conserver ses 2 sièges, la liste n'ayant pas atteint les 10% au 1er tour et n'ayant pas fusionné avec une autre liste pour le 2d.
C'est également le cas de la liste de la France insoumise, bien que celle-ci fasse légèrement mieux que la liste du Parti de Gauche en 2014, passant de 7 à 8%.

## Candidatures déclarées
La maire sortante, Anne Vignot, membre des Écologistes, annonce le 24 octobre 2024 être candidate à sa succession. En mai 2025, la France Insoumise annonce son intention de rejoindre une union de la gauche derrière la maire sortante, tout comme le Parti communiste et Génération·s.
Le 3 avril 2025, Jean-Sébastien Leuba, premier secrétaire de la section bisontine du Parti socialiste, est investi comme chef de file des socialistes en vue des négociations d'union de la gauche.
Le même jour, Nicolas Bodin, vice-président de Grand Besançon Métropole et membre du Parti socialiste, annonce sa candidature indépendamment de celui-ci, dénonçant des « conditions d'organisation » de la primaire qui « ne sont pas régulières ». Il reçoit le soutien de Cap21 et du Parti radical de gauche.
Eric Delabrousse, délégué départemental d'Horizons et professeur de médecine au CHU de Besançon, est candidat. Il reçoit le soutien du parti présidentiel, Renaissance et n'exclut pas des discussions avec Les Républicains,.
Le 14 juin 2025, Laurent Croizier, député de la 1re circonscription du Doubs et membre du MoDem, a été désigné chef de file de son parti et il est candidat à une investiture pour représenter le camp présidentiel.
Ludovic Fagaut, déjà tête de liste en 2020 à la tête de la liste des Républicains, est investi par son parti le 28 juillet 2025 comme chef de file, sans que sa candidature ne soit officialisée.
Jacques Ricciardetti, du Rassemblement national, annonce le 13 août 2025 sa candidature suite à l'annonce de l'accueil de migrants dans la préfecture du Doubs.

## Sondages
Tout sondage d'opinion est affecté par une marge d'erreur.
Une couleur arbitraire est associée à chaque institut de sondage ; ces couleurs sont une aide visuelle et ne correspondent pas à une tendance politique.

## Résultats
|                          |                      |                        |              |              |             |             |        |        |  |
| Tête de liste            | Tête de liste        | Liste                  | Premier tour | Premier tour | Second tour | Second tour | Sièges | Sièges |  |
| Tête de liste            | Tête de liste        | Liste                  | Voix         | %            | Voix        | %           | CM     | CC     |  |
|                          | Nicolas Bodin        | PS diss. - PRG - Cap21 |              |              |             |             |        |        |  |
|                          |                      |                        |              |              |             |             |        |        |  |
|                          | Éric Delabrousse     | HOR - RE               |              |              |             |             |        |        |  |
|                          |                      |                        |              |              |             |             |        |        |  |
|                          | Jean-Sébastien Leuba | PS                     |              |              |             |             |        |        |  |
|                          |                      |                        |              |              |             |             |        |        |  |
|                          | Jacques Ricciardetti | RN                     |              |              |             |             |        |        |  |
|                          |                      |                        |              |              |             |             |        |        |  |
|                          | Anne Vignot          | LÉ - LFI - PCF - G.s   |              |              |             |             |        |        |  |
|                          |                      |                        |              |              |             |             |        |        |  |
|                          |                      |                        |              |              |             |             |        |        |  |
| Votes valides            |                      |                        |              |              |             |             |        |        |  |
| Votes blancs             |                      |                        |              |              |             |             |        |        |  |
| Votes nuls               |                      |                        |              |              |             |             |        |        |  |
| Total                    | Total                | Total                  |              | 100          |             | 100         | 55     | 55     |  |
| Abstention               |                      |                        |              |              |             |             |        |        |  |
| Inscrits / participation |                      |                        |              |              |             |             |        |        |  |